# Pärlhirs
Pärlhirs (Pennisetum spicatum eller Pennisetum glaucum och enligt engelska Wikipedia även Pennisetum americanum, Pennisetum typhoides och Pennisetum typhoideum), tidigare kallat negerhirs, är ett manshögt ettårigt gräs med tjockt och kompakt, ibland äggrunt ax och glänsande, ljusgula eller nästan blåskimrande frukter, påminnande om kanariegräs.
Pärlhirs är den viktigaste åkerbruksväxten i nästan hela Centralafrika, men odlas även i Ostindien, USA och på Arabiska halvön. Frukterna används till föda och för beredning av en ölliknande dryck. I åtminstone USA används pärlhirs som djurfoder.